# Halictus lutescens
Halictus lutescens là một loài Hymenoptera trong họ Halictidae. Loài này được Friese mô tả khoa học năm 1921.